# Mura di Firenze
Le mura di Firenze sono le antiche cerchie difensive della città. Create con la città stessa, si sono contati fino a sei tracciati diversi, l'ultimo dei quali risale alla metà del Cinquecento. Le mura della parte a nord dell'Arno della città furono abbattute nel corso dell'Ottocento per creare i viali di Circonvallazione, lasciando soltanto le principali porte di accesso, mentre le parti a sud, zona Oltrarno, sono ancora visibili e ben conservate.
La conta delle cerchie murarie non è condivisa da tutti gli studiosi. Altri autori mettono in dubbio l'esistenza di quella che qui è indicata come "seconda cerchia" bizantina e non contano come quarta nuova cerchia il rafforzamento canossiano, per cui si avrebbero solo quattro tracciati invece di sei. Altri ancora contano il potenziamento cinquecentesco come ulteriore tracciato.
Le prime mura romane durarono quasi un millennio, dopo di che le nuove mura si succedettero a intervalli sempre più brevi, a testimoniare la crescita demografica esponenziale della città in pieno boom economico e sociale. Dalla cerchia carolingia (870) si passò a quella matildina dopo due secoli (1078) poi dopo appena un secolo quella comunale del 1172 e dopo poco più di cent'anni la seconda comunale, del 1284.

## Storia

### La cerchia romana

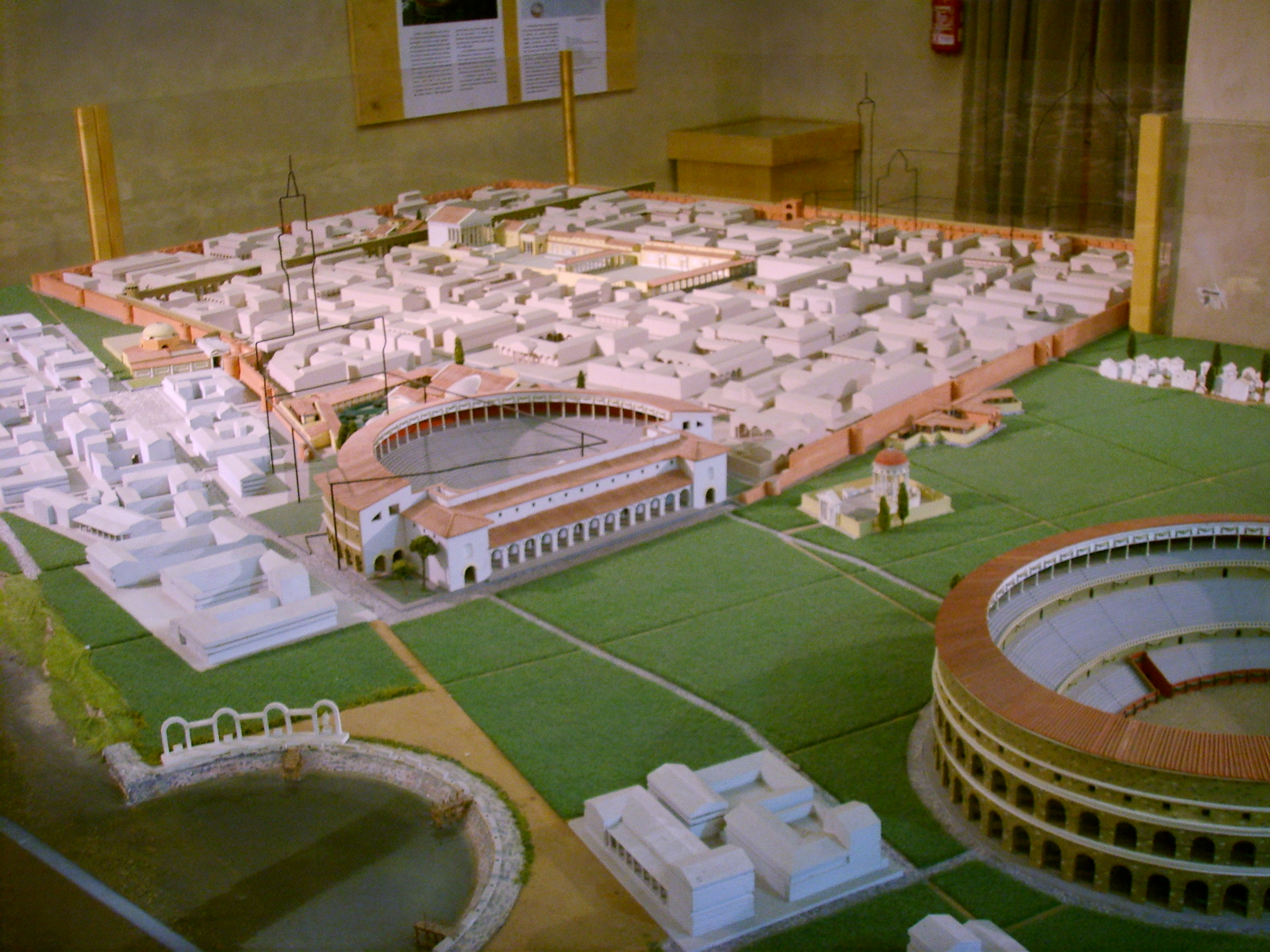
Il plastico di Florentia, Museo di Firenze com'era

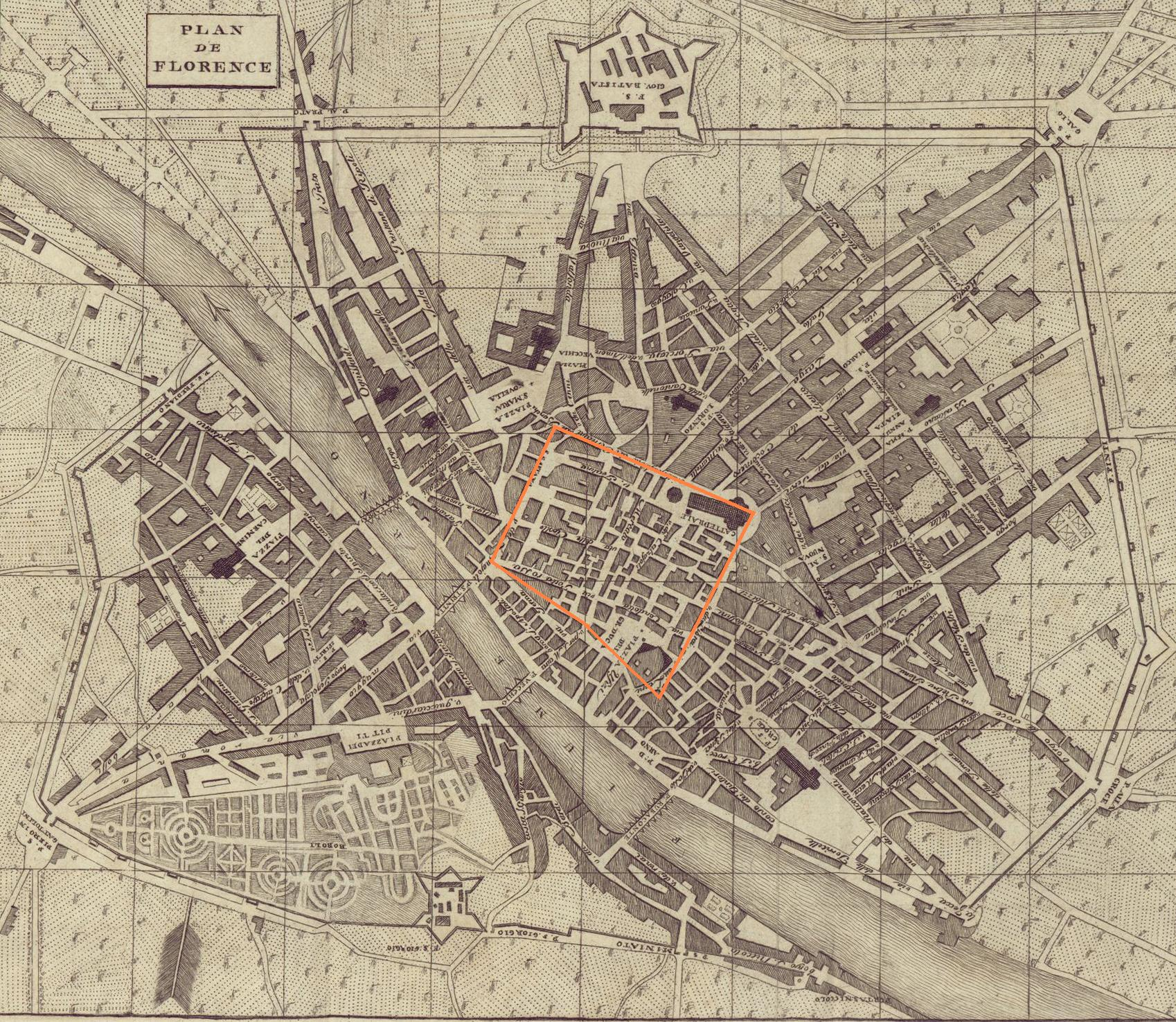
La cerchia romana

Tra il I e il II secolo Florentia era una colonia romana di circa 2.000-2.500 abitanti (arrivata fino a 10.000 nel periodo di maggiore floridezza), fondata in corrispondenza di un passaggio agevole sull'Arno. I più recenti scavi hanno permesso di datare la cerchia muraria primitiva tra il 15 e il 30 a.C., anticipando di un secolo la datazione precedente.
La città aveva una forma quadrangolare, tipica delle colonie fondate basandosi sullo schema a scacchiera del castrum, con al centro il foro (oggi piazza della Repubblica) dove si incontravano il cardo (su cui passava la vecchia Cassia) e il decumano, orientati quasi esattamente secondo gli assi nord-sud e est-ovest. La cerchia aveva un perimento di circa 1800 metri (lati di 400x500) e una superficie di circa 20 ettari. Il tracciato corrispondeva approssimativamente alle attuali via dei Cerretani fino a piazza del Duomo a nord, via del Proconsolo a est, via Tornabuoni a ovest; a sud il tracciato si distaccava dall'ordinata geometria della scacchiera, con un percorso parallelo all'Arno di cui non c'è traccia evidente nella struttura viaria attuale (a parte il lato nord di piazza della Signoria e via Calimaruzza), e che doveva includere un settore urbano con grandi terme ed un teatro (sotto palazzo Vecchio).
Le mura erano costruite in laterizio pieno, su fondazioni di calcestruzzo con uno spessore medio di due metri e con dei rinforzi interni costituiti da telai appositi. Sul tracciato delle mura erano presenti anche torri a base circolare, in particolare ai lati delle quattro porte, che si aprivano al centro di ciascun lato:
- A nord Porta Praetoria (all'inizio dell'attuale Borgo San Lorenzo)
- A sud Porta Decumana (via Calimala)
- A est Porta Principalis Dextra (Borgo degli Albizi)
- A ovest Porta Principalis Sinistra (via degli Strozzi)

Le mura erano coadiuvate da un fossato alimentato dalle acque del Mugnone, che scorreva nei pressi delle attuali via dei Fibbiai-via del Castellaccio e il cui sbocco non doveva essere distante dal ponte Vecchio.
La cinta comunque non includeva tutta la città esistente: innanzitutto era escluso il ponte sull'Arno (il più antico, che si trovava a poche decine di metri dal Ponte Vecchio attuale) ed il relativo accesso al passaggio, con tutti gli edifici tra il fiume e la linea che oggi congiunge piazza della Signoria a piazza Santa Trinita; l'anfiteatro, costruito anni dopo, oggi vicino a piazza Santa Croce; la zona di Oltrarno, dove era presente una colonia di mercanti orientali, soprattutto siriani, che per primi portarono probabilmente sia il culto di Iside, sia il Cristianesimo; l'area di San Lorenzo in cui insisteva un consistente insediamento extra murario.
Questa cinta muraria cadde in rovina con il declino dell'Impero Romano e il crollo demografico conseguente alle invasioni barbariche. L'unico resto "visibile" di questa cinta è un segno sul suolo di via del Proconsolo, tra la Badia Fiorentina e piazza San Firenze, in corrispondenza del luogo in cui gli scavi del 1994 hanno trovato le fondazioni di una torre circolare (una seconda scavata nel 1986 all'angolo con via Alighieri) e di un tratto di fortificazione nel sottosuolo, poi ricoperto dal manto stradale, ma indicato da una traccia di metallo nell'asfalto e da un pannello che ne spiega l'origine.

### Il rimpicciolimento bizantino

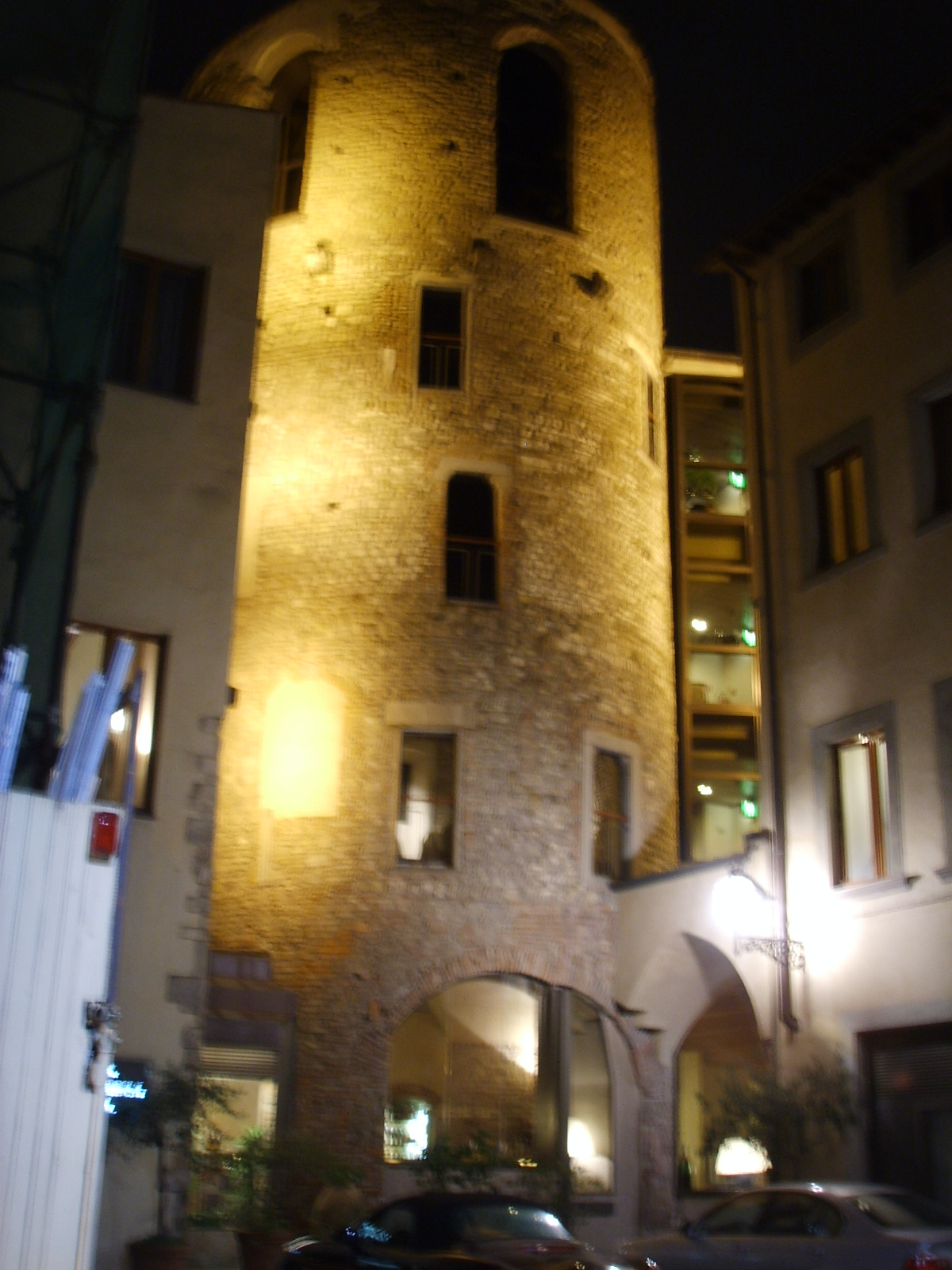
La Torre della Pagliazza, incerto vestigio della presunta seconda cerchia

Nel 550 l'esercito greco di Narsete arrivò in città, lasciandovi una guarnigione sotto il comando di Giustino. Firenze, dopo aver subito saccheggi barbarici (da Teodorico a Totila), era ridotta a circa un decimo della popolazione dell'epoca romana (circa 1 000 abitanti) e talmente in rovina che parti della città erano ormai spopolate.
Secondo alcuni autori venne realizzata una nuova cinta muraria arretrando le difese murarie di qualche decina di metri a nord, est e ovest, e il torrione-cisterna delle terme adrianee a sud-ovest (il Caput aquae, poi chiamato Capaccio dai cronisti trecenteschi), il campidoglio a nord-ovest e il teatro a sud-est. La forma del tracciato si basa essenzialmente sulla presenza della torre della Pagliazza (unica torre a base circolare e quindi legata a uno schema difensivo plausibilmente tardoantico), fatta in blocchi di arenaria e altri materiali eterogenei reperiti dai monumenti romani in rovina. Sarebbero dunque corse lungo via Sant'Elisabetta-via de' Cerchi a est, via del Campidoglio-via dei Tosinghi-via delle Oche a nord, via dei Vecchietti-via dei Sassetti a ovest e il medesimo tracciato scomparso lungo piazza della Signoria a sud. All'altezza delle stesse strade, ma in posizione più arretrate rispetto alla cerchia romana, si sarebbero aperte altrettante porte,
Alcuni archeologi hanno però messo in discussione che la torre della Pagliazza facesse parte delle mura, arrivando anche a dubitare della costruzione di una cerchia bizantina, data l'esiguità dei rinvenimenti. Torre a parte, si poté trattare semplicemente di un mero restauro delle superstiti mura romane, oppure queste fortificazioni "di fortuna" furono costruite con palizzate, terrapieni e materiale di recupero, senza lasciare tracce archeologiche consistenti.

### Le mura carolinge
Verso l'825 i pirati normanni, avevano risalito l'Arno, assalendo l'antico palazzo vescovile di Fiesole nei pressi della Badia fiesolana; nel corso del X secolo l'Italia settentrionale era inoltre flagellata dalle razzia degli Ungari, che ebbero come conseguenza la necessità di nuove misure difensive nelle città, che nel frattempo avevano velocemente visto accrescere la popolazione per il concentrarsi di persone provenienti dal contado in cerca di rifugio.
Firenze, che era cresciuta costantemente di importanza rispetto alla vicina Fiesole e arrivava ormai a contare 4000-5000 abitanti, si dotò così di una nuova cerchia muraria, forse fin dall'870, che ricalcava la cerchia romana ad est e a ovest, retrocedendo a nord a escludere la futura Platea episcopalis, e allargandosi verso sud quasi fino a costeggiare l'Arno. Promotori dell'iniziativa dovettero essere il vescovo e il conte che governava la città per conto dell'imperatore. Forse si riutilizzarono alcuni tratti superstiti della cerchia romana, e alcune porte andarono a trovarsi negli stessi punti di quelle antiche.
La cerchia iniziava sul lato nord presso l'attuale piazza Antinori per scorrere poi a nord lungo le vie Corsi-del Campidoglio-Tosinghi-delle Oche, virando ad est lungo via del Proconsolo-via dei Leoni, assestandosi a sud con una spezzata da piazza dei Giudici fino a via Lambertesca e poi lungo questa e borgo Santi Apostoli, e completandosi infine a ovest lungo via Tornabuoni. Ancora quattro le porte:
- A nord porta Aquilonia, da Porta Contra Aquilonem, cioè del vento di Tramontana (via Roma);
- A est la porta Orientalis (all'incrocio tra via del Proconsolo e il Corso);
- A sud porta ad Pontem (su via Por Santa Maria);
- A ovest porta Occidentalis (all'incrocio tra via Tornabuoni e via Strozzi).

Il palazzo del Margravio, situato più o meno sul sito dell'attuale palazzo Arcivescovile, sorgeva quindi come di consueto all'esterno, ma a ridosso delle mura.

### Le mura matildine (la "cerchia antica" di Cacciaguida)
Nel 1078, con la ripresa dell'economia e la nuova crescita demografica, la città registrò un notevole sviluppo e un'accresciuta forza militare e politica, grazie alla scelta di Firenze come residenza da parte di alcuni marchesi di Toscana (per esempio di Ugo II di Toscana) o come capitale del marchesato (con Goffredo di Lorena). La vera scintilla dell'impresa costruttoria fu però forse l'accendersi del conflitto tra papato e Impero - nel quale Matilde di Canossa fu uno degli àrbitri - e il timore di un attacco da parte dell'Imperatore Enrico IV e dei suoi cavalieri tedeschi.
La nuova cerchia, chiamata anche la "cerchia antica" da un'espressione di Dante messa in bocca al suo trisavolo Cacciaguida nel Canto XV del Paradiso (97), consisteva essenzialmente in un rafforzamento della precedente, con l'aggiunta del complesso religioso del battistero e di Santa Reparata, e aggiungendovi il castello d'Altafronte, che si ergeva più o meno al posto dell'odierno palazzo Castellani, eretto a protezione del porto fluviale: una testimonianza quindi della cresciuta importanza dei traffici.
Nel tracciato, a forma di quadrilatero irregolare dagli angoli smussati (per facilitare il defluire delle acque del Mugnone, ancora usato per i fossati), sono documentate per la prima volta numerose porte.
Il lato nord correva su via dei Cerretani dall'angolo con via dei Rondinelli e fino a piazza del Duomo. Vi si aprivano:
- la postierla dell'Alloro (in corrispondenza di via de' Conti/via dell'Alloro)
- la porta del Vescovo (antica "Porta Aquilonia", su borgo San Lorenzo)
- la postierla dei Visdomini (sul retro della cattedrale all'altezza di via dei Servi, dal nome della famiglia che curava gli interessi della curia)

Il lato est correva ancora lungo via del Proconsolo e via dei Leoni per raggiungere l'Arno a piazza dei Giudici, dove si trovava il castello d'Altafronte. Vi si aprivano:
- la porta di San Piero (antica porta occidentale in fondo a via del Corso, doveva in nome al monastero di San Pier Maggiore fondato fuori proprio in quegli anni)
- la postierla del Garbo (su via dell'Anguillara, dal nome di una famiglia che aveva le case in quella zona)
- la postierla/porta della Pera o Peruzza (su borgo dei Greci, dal nome dei Peruzzi che avevano le proprie case in zona)
- la postierla del Teuzo (in via dei Neri, dal nome di un monaco della vicina Badia fiorentina)

A sud, lungo via Lambertesca/borgo Santi Apostoli, si apriva la sola porta di accesso che portava al ponte (ricalcando l'antica porta ad Pontem), detta di Santa Maria (dalla chiesa di Santa Maria degli Ughi) su via Por Santa Maria che proprio la memoria di tale passaggio reca ancora nel nome.
A ovest infine in tracciato curvava leggermente per arrivare all'odierna piazza Santa Trinita, e da qui correva ancora lungo via Tornabuoni, curvando, per le ragioni già dette, in via dei Rondinelli. Vi si aprivano:
- La postierla/porta Rossa (così detta dal colore dei mattoni che la costituivano, situata su via Porta Rossa che ancora la ricorda nel nome)
- La porta di San Brancazio (sul sito dell'antica porta occidentale romana, così chiamata per corruzione del nome del vicino monastero di San Pancrazio).

In queste mura la città, compressa da un irrefrenabile sviluppo economico e demografico (si calcolano 12.000/15.000 abitanti), tutte le aree edificabili erano sature, con edifici sviluppati sempre più in verticale, specialmente le numerose torri fortificate, simboli di prestigio familiare, ma anche di difesa militare in una situazione di conflitti interni sempre più accesi.

### La prima cerchia comunale e l'aggiunta duecentesca

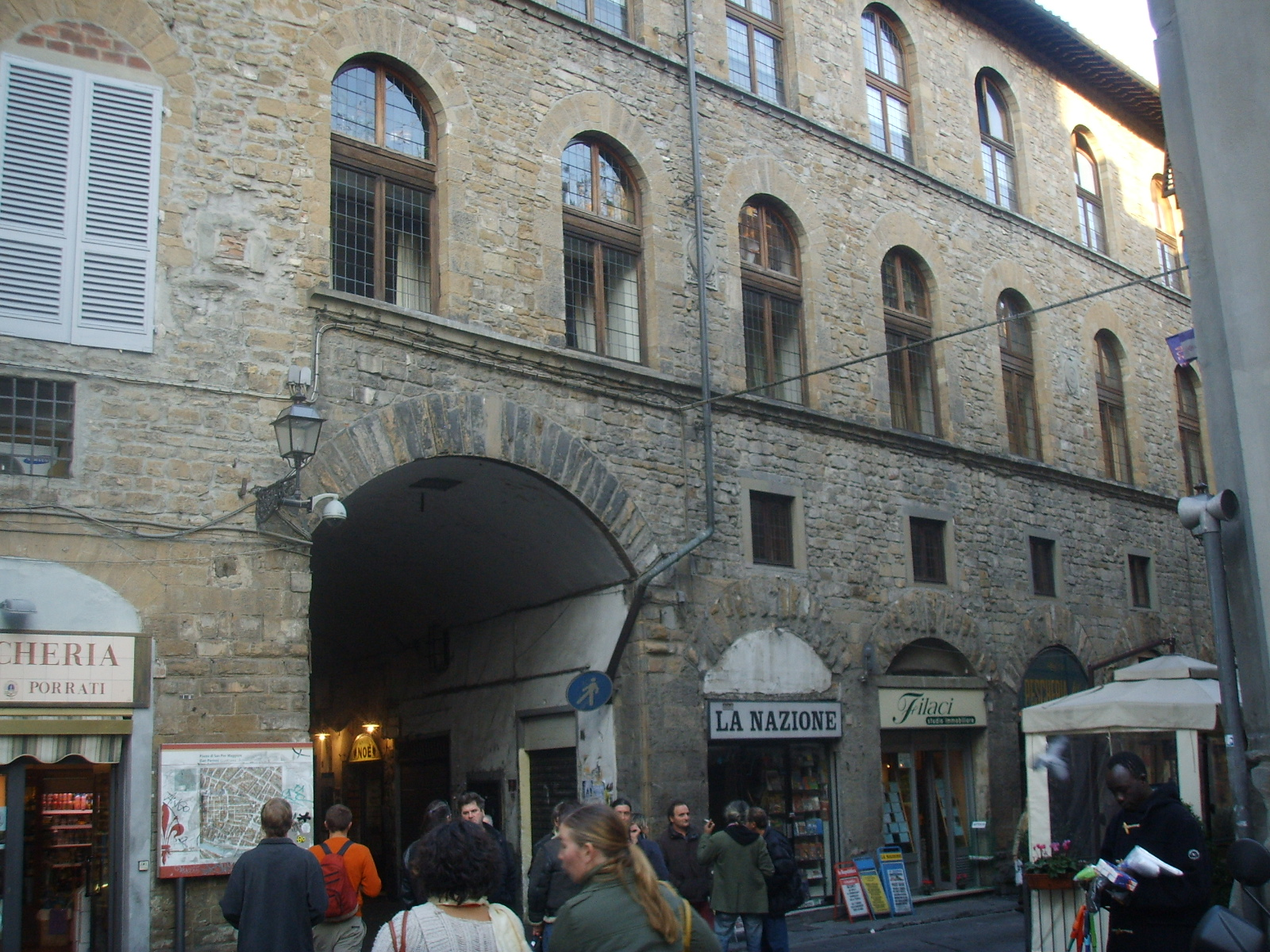
L'Arco di San Pierino, probabilmente una porta della cerchia muraria realizzata tra il 1172 e il 1175

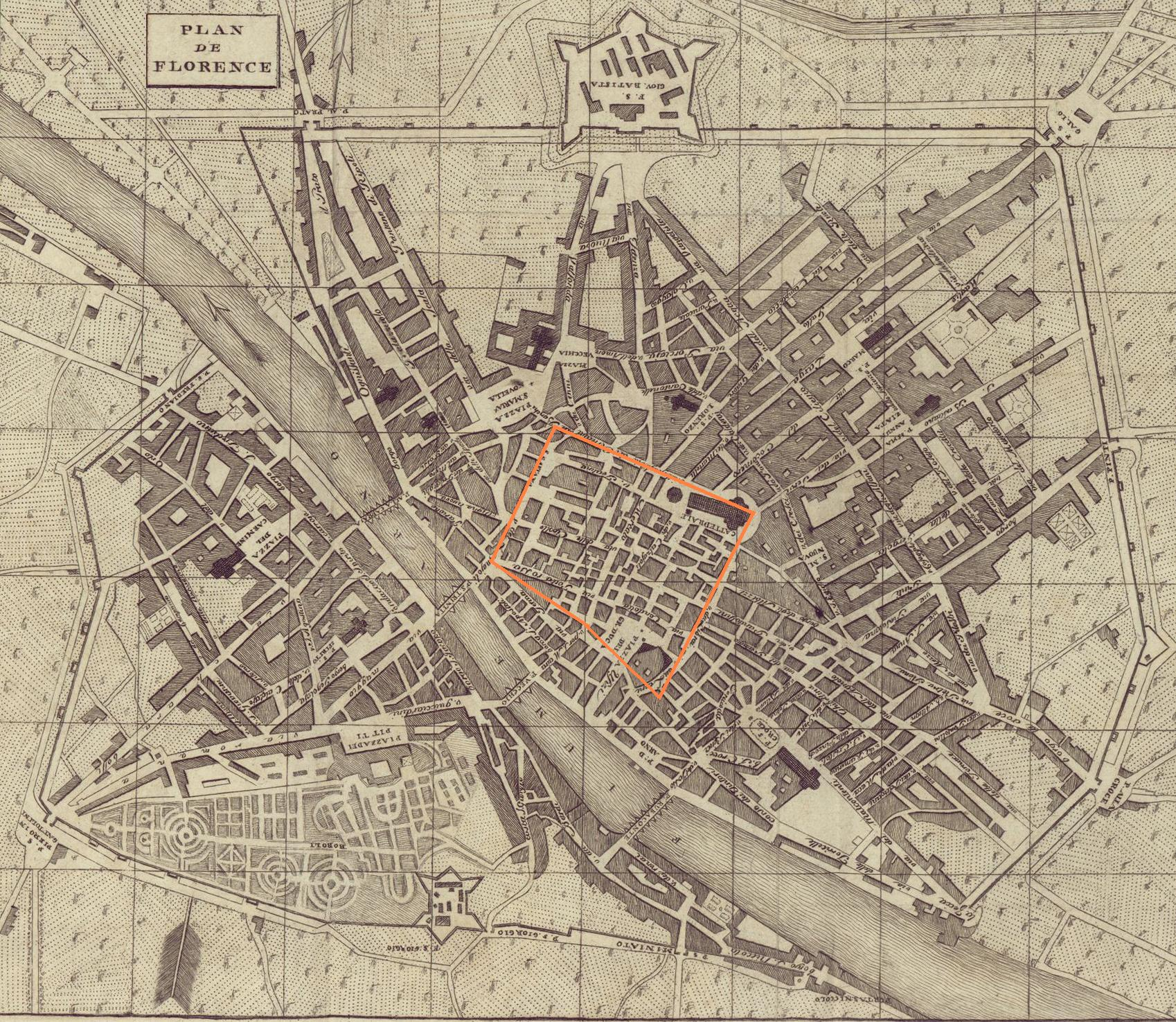
Le mura nel Duecento

Tra il 1172 ed il 1175 la popolazione raggiunse circa 25-30000 unità e in vista del tumulto nell'Italia settentrionale legato alle guerre di Federico Barbarossa e alla discesa di Arrigo IV, il comune decise di edificare una nuova cinta protettiva che inglobasse anche i più cospicui "borghi", le aree edificate che insistevano sulle strade di accesso alle porte delle antiche mura, e dei quali rimane traccia in alcuni nomi di strade odierni (Borgo Ognissanti, Borgo Pinti, Borgo San Jacopo, Borgo San Frediano, ecc.). In queste zone, che in caso di guerra sarebbero dovute essere rase al suolo per non offrire appoggio alcuno al nemico, trovavano rifugio le persone arrivate dalle campagne, che in genere sceglievano la zona a ridosso delle mura orientata verso la loro zona di provenienza. Ma non mancavano frequenti esempi di famiglie cittadine anche benestanti che costruirono le loro case torri fuori dalle mura, per la saturazione presente all'interno della cerchia vecchia, dove ormai non esistevano più gli orti o i piccoli pascoli per il bestiame, ma solo un ammasso di edifici e vicoli, in condizioni igieniche spesso insalubri.
Siccome le principali porte antiche erano situate più o meno al centro dei lati delle mura fino ad allora quadrangolari e orientate rispetto ai punti cardinali, l'inclusione dei borghi, che si distendevano in corrispondenza di tali aperture, rese necessario un cambiamento dell'orientamento cittadino, che divenne "romboidale", ruotato di circa 45 gradi e di grandezza quasi doppia.
Il tragitto della cinta, costruita piuttosto in fretta a partire dal 1172, è leggibile nella struttura urbana ed è riportato anche dai cronisti dell'epoca, ma i rinvenimenti archeologici dei resti o delle fondazioni delle mura, ormai scomparse, sono molto rari e mostrano una costruzione in pietre di fiume e materiali di recupero.
A nord il nuovo vertice si trovava a ridosso dell'antichissima chiesa di San Lorenzo, per la prima volta inserita nelle mura, e proseguiva lungo le vie dei Gori/Pucci/Bufalini/Sant'Egidio, fino all'attuale piazza Salvemini. Vi si aprivano:
- la porta di San Lorenzo (via dei Ginori)
- la postierla degli Spadai (fine di via Martelli)
- la porta di Balla (via dei Servi/piazzetta dei Visdomini, così chiamata per le "balle" di lana che quotidianamente la transitavano verso i vicini tiratoi)
- la postierla degli Albertinelli (borgo Pinti)
- la porta San Piero/San Pierino (piazza Salvemini, al ridosso del San Pier Maggiore)

Qui le mura viravano lungo le vie Verdi/Benci, che erano attraversate da un fossato. Vi si aprivano:
- la porta Ghibellina (su via Ghibellina - che ne ereditò il nome)
- la porta d'Isola d'Arno (su via dell'Anguillara/piazza Santa Croce, che all'epoca era un isolotto tra Arno e Mugnone) o porta San Simone (dalla chiesa di San Simone).
- la porta dei Buoi/ai Buoi (su Corso dei Tintori, dal mercato del bestiame che vi si teneva fuori)

La cinta non includeva l'accesso fortificato al ponte di Rubaconte.
Da qui le mura giravano in via dei Vagellai/via dei Saponai e continuavano parallele all'Arno a ridosso delle vie Lambertesca/Santi Apostoli/del Parione. Vi si aprivano:
- la postierla d'Arno o porticciola (piazza Mentana)
- la postierla d'Altafronte (piazza dei Giudici)
- la porta Santa Maria (invariata)
- la postierala di Carraia (piazza Goldoni) verso il nuovo ponte alla Carraia

A ovest le mura correvano ora su via dei Fossi (che deve il nome proprio ai fossati difensivi) via del Giglio e via del Canto dei Nelli. Vi si aprivano, altre alla già citata porta alla Carraia in angolo:
- Porta a San Paolo (via Palazzuolo, dalla vicina chiesa di San Paolino, fuori dalle mura)
- la postierla del Trebbio (via del Trebbio, cioè "trivio", sbocco di tre vie)
- la postierla della Baschiera (via de' Panzani)
- la postierla di Campo Corbolini (via Faenza)

Per la prima volta fu predisposta anche una protezione del quartiere di Oltrarno, sull'altra sponda, che ospitava nuclei molto popolosi, come quello presso l'antica chiesa di Santa Felicita, dove si teneva un mercato di grande importanza. Tale sviluppo del quartiere agli inizi del Duecento è testimoniato dalla realizzazione di ben tre nuovi ponti per collegarlo al nucleo originario: il Rubaconte, quello alla Carraia e più tardi il Frescobaldi. L'Oltrarno non fu tuttavia interessato di vere e proprie fortificazioni in muratura, piuttosto la difesa fu formata dalle mura delle case, private di aperture verso l'esterno, e da una palizzata di recinzione, realizzata frettolosamente nel timore paura di un conflitto imminente.
La palizzata collegava le varie porte e sfruttava le mura delle case rivolte verso l'esterno, sulle quali non era consentito creare aperture o terrazzi. In via San Niccolò venne poi costruita una porta fino all'intersezione con via del Giardino Serristori, detta "Porta Vecchia". Da piazza dei Mozzi, dove si trovava la porta Romana o di Santa Lucia dei Magnoli, correva sulla collina dietro gli edifici fino a piazza San Felice in Piazza dove si trovava la porta di Piazza; qui inizialmente correva lungo via Maggio fino a piazza Frescobaldi dove si trovava una porta, ma non esisteva ancora il ponte Santa Trinita. Solo in un secondo momento fu recintato a oriente l'attuale quartiere di Santo Spirito, dopo il 1260, quando la cacciata dei ghibellini dalla città e l'abbattimento delle loro case torri mise a disposizione un'ingente massa di materiale edile che venne reimpiegato anche nelle mura.
Il tracciato passò così lungo la via Mazzetta/Sant'Agostino e girò in via dei Serragli fino alla porta Pisana o di San Jacopo (in fondo a via di Santo Spirito) e fino al fiume all'altezza del ponte alla Carraia. Un ampliamento si ebbe alla fine del XIII secolo, fino a via del Campuccio, con una porta intitolata all'allora podestà Giano della Bella in corrispondenza dell'attuale via dei Serragli. 
La città raggiunse così una superficie di circa 75 ettari (contro i 24 del municipio romano) e una popolazione di circa 35-40.000 abitanti.

### La seconda cerchia comunale, detta di Arnolfo

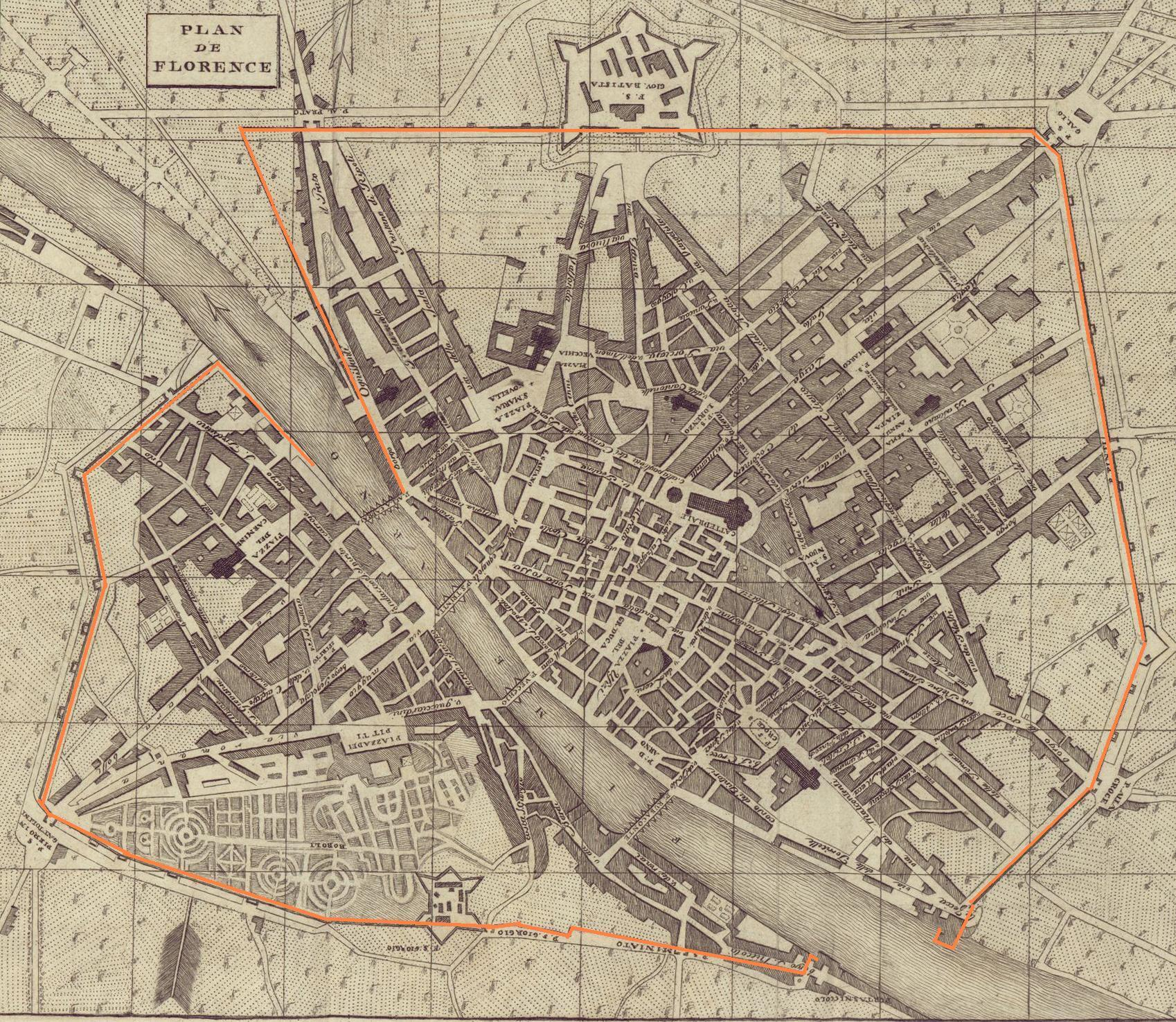
Le mura nel XIV secolo

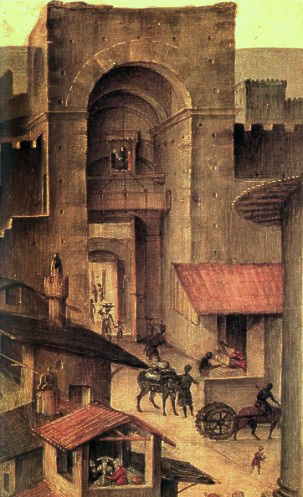
Porta San Frediano, nel 1469 (dettaglio della Pala Nerli di Filippino Lippi, basilica di Santo Spirito)

Dopo circa un secolo la cinta difensiva non fu più sufficiente a racchiudere la nuova città, ormai un mercato economico di rilievo internazionale, con un flusso continuo di genti dal contado e con i borghi che si ampliavano in corrispondenza delle porte cittadine. Si è calcolato che la popolazione nel 1280 fosse di almeno 80 000 persone e forse arrivava a sfiorare le 100 000 unità agli inizi del secolo successivo. I nuovi borghi erano costituiti da abitazioni miserevoli, con l'aggravante di aver occupato anche aree malsane come le zone paludose della riva dell'Arno, inquinate dalle lavorazioni manifatturiere. Per soccorrere questa massa di diseredati giunsero presto gli ordini mendicanti, che si stabilirono ai margini della città: gli Umiliati nella zona di Ognissanti, i francescani prima in quella stessa zona, poi nella futura Santa Croce, i domenicani nel prato dove sorse poi Santa Maria Novella, i Silvestrini a San Marco, i Servi di Maria al "Cafaggio" (Santissima Annunziata), gli agostiniani in Santo Spirito, infine i carmelitani presso la chiesa di Santa Maria del Carmine. Questi nuovi poli divennero sempre più importanti e improntati a un aspetto decisamente monumentale.
A partire dal 1282 (o 1284) si iniziò quindi a progettare la costruzione di una nuova cinta muraria, di lungimirante estensione, secondo un progetto tradizionalmente attribuito ad Arnolfo di Cambio, a cui dovettero comunque prendere parte anche altri architetti come Andrea Pisano e Giotto. La nuova cinta era colossale, alta sei metri e lunga otto chilometri e mezzo, conteneva l'area che ancora oggi è definita come centro cittadino, passando dai 75 ettari della cinta precedente a ben 430 ettari, con 63 torri e dodici porte monumentali. Quest'opera grandiosa, progettata per essere una delle più ampie e potenti difese della sua epoca a livello europeo, fu solo una delle grandi opere edilizie dell'epoca d'oro del Comune fiorentino, al pari della nuova cattedrale e del palazzo della Signoria.
La cinta, che rappresentò un intensissimo sforzo economico per il comune, fu anche fonte di entrate attraverso la tassazione imposta a tutte le merci in entrata e in uscita. Le maestose porte, alte 100 braccia fiorentine (circa 35 metri), erano anche sedi della dogana. Ogni porta maggiore era dotata di antiporta (o cassero) e di ponte levatoio sul fossato, ottenuto nella zona nord con una nuova deviazione delle acque del Mugnone, oltre a una serie di addetti che vi lavoravano, fra i quali c'era anche il custode delle chiavi, che apriva e chiudeva le grandi ante in legno mattina e sera, salvaguardando la città di notte da ladri e malfattori. All'esterno erano decorate da statue leonine, stemmi repubblicani (il giglio di Firenze, la croce del Popolo, le chiavi papali, l'aquila della Parte Guelfa), mentre all'interno avevano spesso la lunetta sopra il portale affrescata da importanti pittori dell'epoca con immagini sacre protettive, spesso dedicate alla Madonna col Bambino tra angeli e santi; quasi del tutto perdute sono poi una serie di statue di uomini illustri che, all'interno di ciascuna porta, ricordavano alcuni personaggi illustri fiorentini (Dante, Petrarca, Boccaccio, Zanobi di Strada, Arrigo da Settimello, Coluccio Salutati, Leonardo Bruni, Carlo Marsuppini), a testimoniare fin da allora il forte orgoglio cittadino verso le proprie "glorie".
Lungo le mura merlate alla guelfa correva un cammino di ronda continuo; frequenti erano i piombatoi, buche da cui si poteva versare pece o olio bollente sui nemici.
Il completamento definitivo della cinta muraria si ebbe nel 1333, con interruzioni dovute alle guerre e ad altre motivazioni. Un così grande sviluppo del perimetro delle mura fu deciso sulla spinta di una crescita demografica senza precedenti. Nei decenni successivi alla realizzazione delle mura questo incremento si arrestò, per le ragioni legate alla crisi del Trecento che afflissero tante città europee. Si calcola che la popolazione di Firenze al 1350 avesse sfiorato le centomila unità, per poi crollare tra il 30% e il 50%, tornando su tali livelli solo verso il 1850. Un tale rallentamento demografico permise così per secoli la presenza all'interno della cinta di grandi aree verdi, destinate a coltivazioni, pascolo, e giardini.
Le porte di questa cerchia sono in maggior parte quelle ancora oggi esistenti.

### Le modifiche granducali

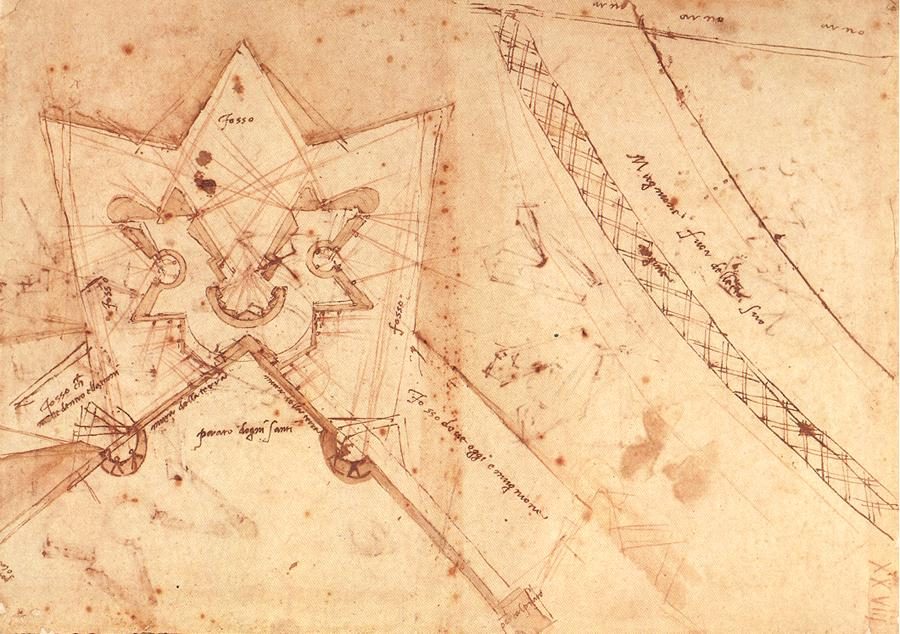
Michelangelo Buonarroti, Studio per la fortificazione di Porta al Prato

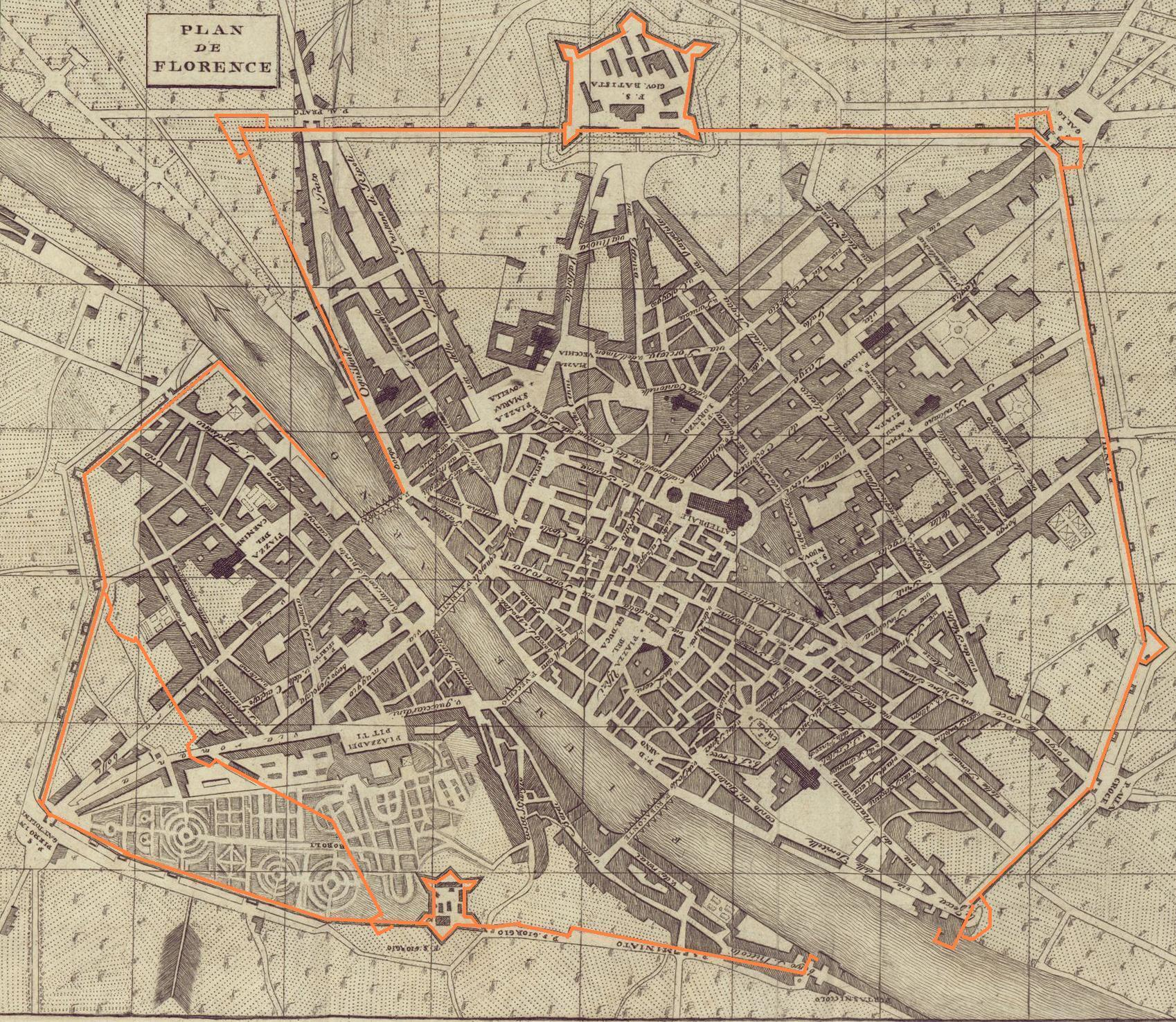
Le mura dopo gli interventi del XVI secolo

Nel 1530 Firenze venne riconquistata dalle artiglierie delle truppe pontificie e di Carlo V per riconsegnarla al duca Alessandro de' Medici. Durante l'assedio di Firenze fu evidente quanto la città fosse impreparata contro le nuove armi da fuoco, nonostante le modifiche alle fortificazioni in senso moderno proposte da Michelangelo, responsabile delle mura per la Repubblica fiorentina prima dell'assedio. Queste innovazioni portarono solo a una fortificazione strategica della collina di San Miniato, mentre mancò il tempo materiale per attuare un programma più vasto, del quale restano solo i disegni in parte al museo di Casa Buonarroti.
Caduta la repubblica, l'esigenza di ristrutturare il sistema difensivo fu una delle prime priorità del nuovo duca Alessandro, che affidò subito allo specialista Antonio da Sangallo il Giovane la realizzazione dello scomparso baluardo di Mongibello (all'attuale piazza Piave) e soprattutto della fortezza di San Giovanni Battista, secondo le più avanzate tecniche militari dell'epoca (fortificazioni alla moderna).
Poco dopo salì al potere Cosimo I, che avviò una serie di rinnovamenti durante il suo lungo periodo di governo della città, tra i quali ci fu anche il potenziamento delle strutture difensive delle mura. In particolare, in occasione della guerra Siena del 1554, raddoppiò la linea difensiva in Oltrarno e potenziò tutta la cinta muraria. Le porte della città (tranne quella di San Niccolò) furono scapitozzate per evitare che rovinassero se colpite dai cannoni, e dotate per lo più di troniere, da cui potevano sparare i cannoni, e di baluardi difensivi.
Venne avviata la costruzione dei bastioni lungo tutta la cinta muraria in corrispondenza degli angoli e dei punti strategici: il baluardo della Serpe proteggeva la riva destra dell'Arno a ovest, quello di San Gallo cingeva l'omonima porta, e il baluardo a' Tre Canti era situato nell'angolo tra gli odierni viale Gramsci e Mazzini. Di questi bastioni non rimane traccia perché furono completamente smantellati nel corso dell'Ottocento. Resta invece il baluardo a San Giorgio (o alla Fonte della Ginevra), vicino al forte di Belvedere, forse progettato da Michelangelo.
Nell'Oltrarno, la parte rivolta a Siena, fu tracciata una nuova linea di fortificazioni, che tagliava il quartiere in senso est-ovest all'altezza della chiesa di San Pier Gattolino, in parte lungo il tracciato della cinta del XII secolo. Questa nuova linea lasciò una zona prevalentemente agricola come intercapedine tra la vecchia cinta (che comunque non fu smantellata) e la nuova, secondo le nuove tecniche militari, che prevedevano strati concentrici di fortificazioni. 

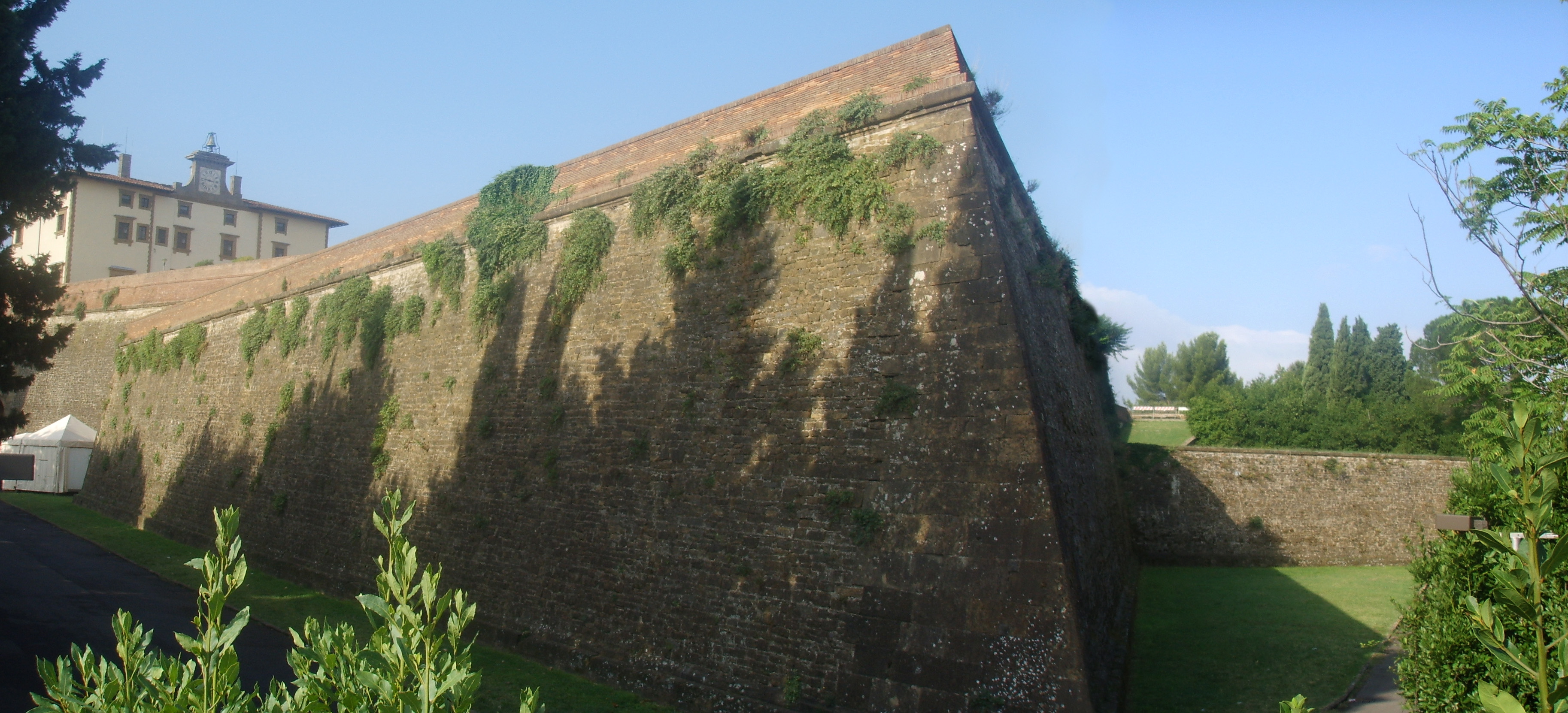
Un bastione del Forte di Belvedere

Il figlio di Cosimo, Ferdinando I continuò l'opera di fortificazione della città, affidando a Bernardo Buontalenti la costruzione del Forte Belvedere sulla collina a sud-est, opposto all'altra fortezza a nord-ovest che fu per questo chiamata Fortezza da Basso, ossia in pianura. Queste opere avevano la funzione di protezione dagli attacchi esterni, ma soprattutto erano rivolte minacciosamente contro la città, che già in altre occasioni si era ribellata al dominio dei Medici: in occasione di un qualsiasi evento pericoloso per il Granduca, un passaggio coperto poteva permettergli di rifugiarsi dentro il Forte di Belvedere in tutta sicurezza, attraverso il Corridoio vasariano, Pitti e Boboli.
La città raggiunse un buon livello di sicurezza militare, che non necessitò di ulteriori ampliamenti o modifiche nei secoli a venire, salvo l'apertura di qualche nuovo passaggio tra Sette e Ottocento (come le Porte Nuove in fondo a via della Scala).
Le mura interne di Cosimo I, una volta pacificata la Toscana, caddero presto in disuso e già nel 1571 vennero in parte smantellate (ne restano alcuni tratti nel giardino Torrigiani).

### La demolizione

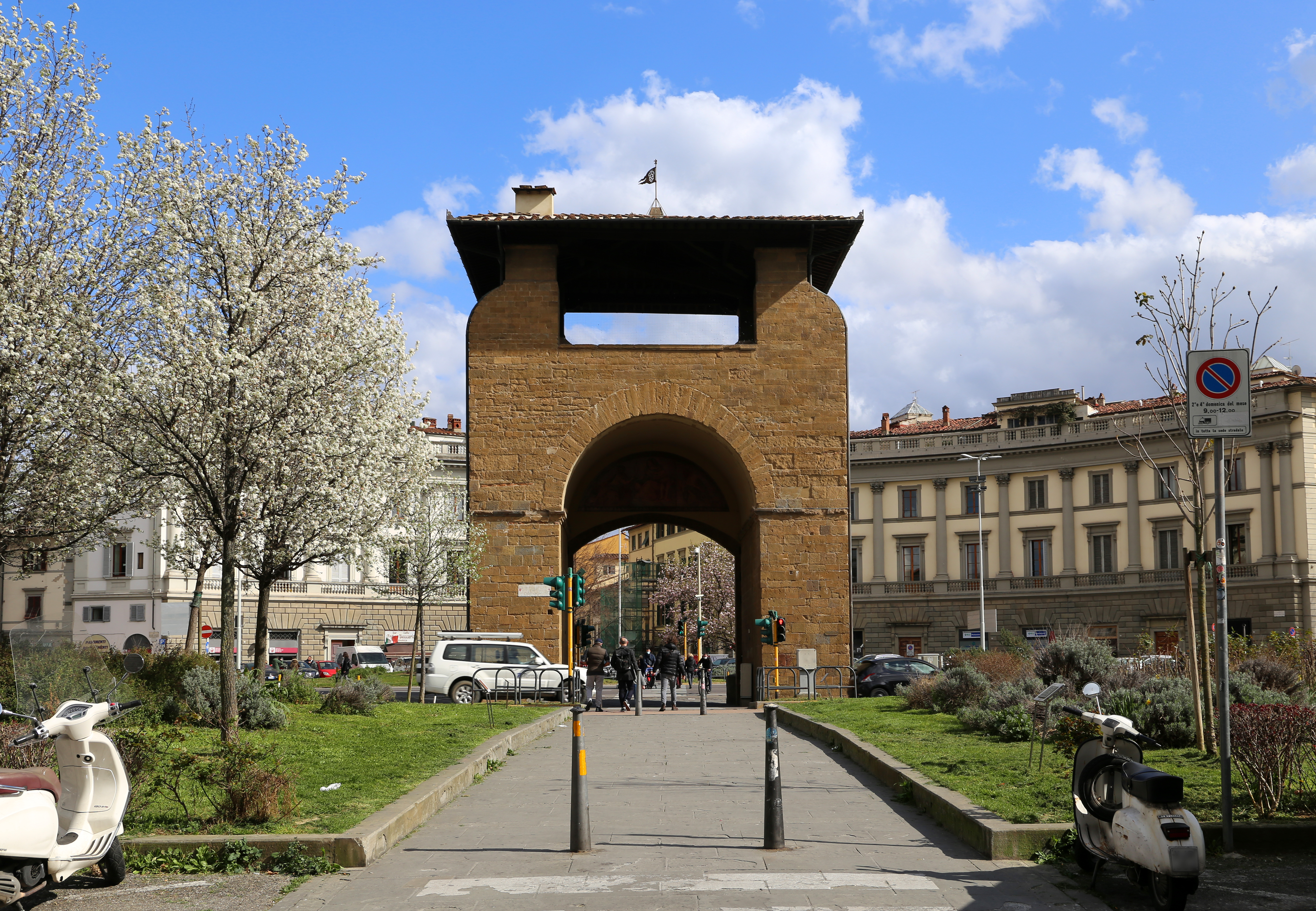
Porta alla Croce decora il centro di Piazza Beccaria

Nel Settecento, con un processo graduale, il Granduca Pietro Leopoldo aveva già smilitarizzato tutta la regione, lasciando un minimo esercito con funzioni puramente di rappresentanza, per cui tutte le strutture militari vennero abbandonate e solo in parte riconvertite.
Nel 1865 Firenze diventò capitale d'Italia e, sebbene sia stato solo un breve lasso della storia cittadina (solo sei anni, fino al 1871), gli effetti sull'urbanistica furono notevolissimi. Si aprì l'epoca del cosiddetto Risanamento (durata fino all'inizio del Novecento), che prevedeva la modernizzazione del volto cittadino attraverso una riedificazione vera e propria in chiave più "decorosa" e celebrativa. Il fautore di quest'opera fu inizialmente l'architetto Giuseppe Poggi, che realizzò i viali di Circonvallazione a partire dal 1870.
Queste grandi arterie di circolazione, ispirate ai boulevard parigini, presero il posto delle mura duecentesche che vennero demolite in tutta la parte a nord dell'Arno, lasciando soltanto qualche torre e le porte monumentali, che vennero inserite in nuove aree urbane trasformate in piazzali scenografici (piazza della Libertà, piazza Beccaria). In Oltrarno i viali vennero fatti scorrere a fianco delle mura, che vennero così risparmiate dalla demolizione. Fu quindi tracciato un anello di viali attorno alla città (con il viale dei Colli a sud) ancora oggi vitale per la circolazione cittadina, anche se tuttora oggetto di molte critiche.
Nella storia recente delle mura ci sono una serie di interventi legati all'illuminazione natalizia creata con file di lampadine lungo i bordi delle antiche porte, a partire dal 2004. La trasmissione televisiva Striscia la notizia denunciò interventi invasivi, tra cui trapanature e inserti di tasselli, sui quali la Soprintendenza promise di indagare per presentare il conto ai responsabili.

## L'ultimo tracciato

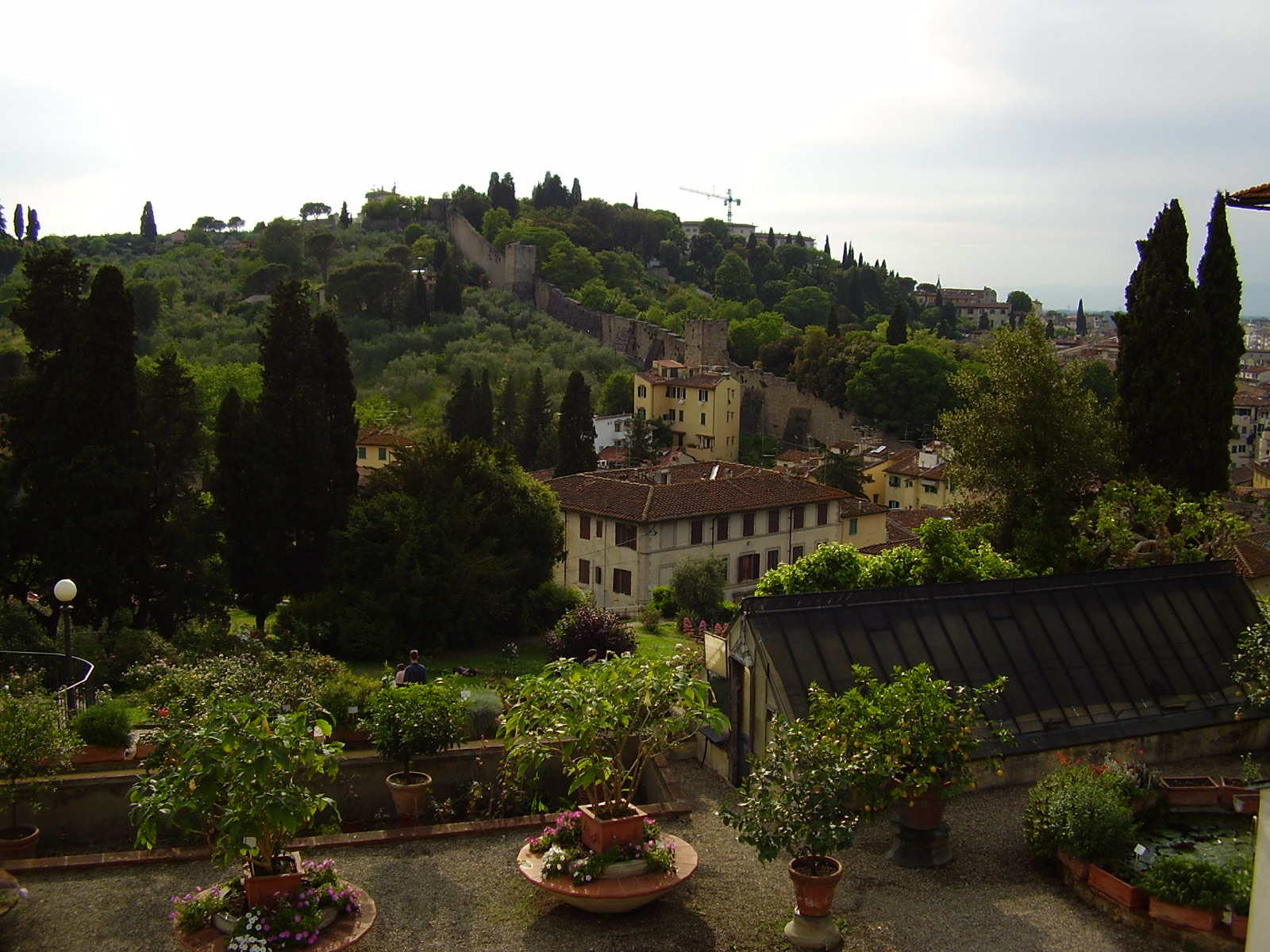
Le mura che cingono il quartiere di San Niccolò, salendo sulla collina fino al Forte di Belvedere

Da ovest, partendo dal nord dell'Arno, in senso orario
- Postierla delle Mulina di Ognissanti (a fianco dell'attuale via Curtatone, distrutta; da qui le mura correvano per un tratto parallele all'Arno escludendo una zona paludosa sulla riva usata per varie attività produttive)
- Torre della Serpe
- Porta al Prato
- Porte Nuove, era una porta aperta ai primi dell'Ottocento in fondo a via della Scala, per questo denominata "nuova" ed essendo composta da due archi era chiamata col plurale; distrutta, ne resta traccia solo nel nome di via delle Porte Nuove.
- Postierla di Gualfonda (all'altezza di via Valfonda, distrutta quando fu creata la fortezza da Basso), detta anche porta Polverosa poiché portava verso San Donato in Polverosa
- Porta a Faenza (inglobata nel mastio della fortezza da Basso)
- Porta San Gallo
- Postierla dei Servi (presso piazza Isidoro del Lungo, distrutta)
- Porta a Pinti (presso piazzale Donatello, distrutta)
- Porta alla Croce
- Postierla Guelfa (alla fine di Via Ghibellina, distrutta)
- Porta alla Giustizia (piazza Piave, così detta per il passaggio dei condannati a morte verso le forche fuori di essa, sotterrata entro un bastione nel Cinquecento e distrutta nell'Ottocento)
- Torre della Zecca
- Porta San Niccolò
- Porta San Miniato
- Il tratto lungo via di Belvedere e sul retro di Boboli testimonia la notevole quantità di torri un tempo esistenti, una ogni cento braccia fiorentina (110 m). Tra queste poche hanno un nome, come la torre dei Guelfi subito a est di porta San Giorgio
- Porta San Giorgio
- Porta Romana
- Postierla di Camaldoli (piazza Tasso, distrutta)
- Porta San Frediano
- Torrino di Santa Rosa